# Forze Democratiche Unite
Forze Democratiche Unite (in bulgaro: Обединени Демократични Сили - ОДС; Obedineni Demokratichni Sili - ODS) è stata una coalizione elettorale bulgara di centro-destra fondata nel 1996. Ad essa aderirono tre partiti politici:
- l'Unione delle Forze Democratiche (SDS);
- l'Unione Nazionale Agraria Bulgara (BZNS);
- il Partito Democratico (DP).

## Storia
La coalizione vinse le elezioni parlamentari del 1997 con il 49,1% dei voti (alle precedenti parlamentari del 1994, l'SDS aveva conseguito il 24,2%, mentre BZNS e DP si erano presentati congiuntamente ottenendo il 6,5%). A seguito dell'esito elettorale, Ivan Kostov, leader dell'alleanza, divenne Primo ministro.
La coalizione fu tuttavia sconfitta alle elezioni parlamentari del 2001 e, dopo il tracollo subito alle parlamentari del 2005, si avviò verso lo scioglimento.
Fu così che, in occasione delle successive parlamentari del 2009, l'Unione delle Forze Democratiche prese parte alla Coalizione Blu, con Democratici per una Bulgaria Forte. In vista delle parlamentari del 2013, SDS e BZNS formarono, insieme ad altre forze politiche, una nuova formazione, il Blocco Riformatore.

## Risultati elettorali
| Elezione          | Voti      | %     | Seggi     | Posizione   |
| ----------------- | --------- | ----- | --------- | ----------- |
| Parlamentari 1997 | 2.223.714 | 49,15 | 137 / 240 | Maggioranza |
| Parlamentari 2001 | 830.338   | 18,18 | 51 / 240  | Opposizione |
| Parlamentari 2005 | 280.323   | 7,7   | 20 / 240  | Opposizione |

| Controllo di autorità | VIAF (EN) 169859053 · LCCN (EN) no2011034304 |